# Thủy vân số

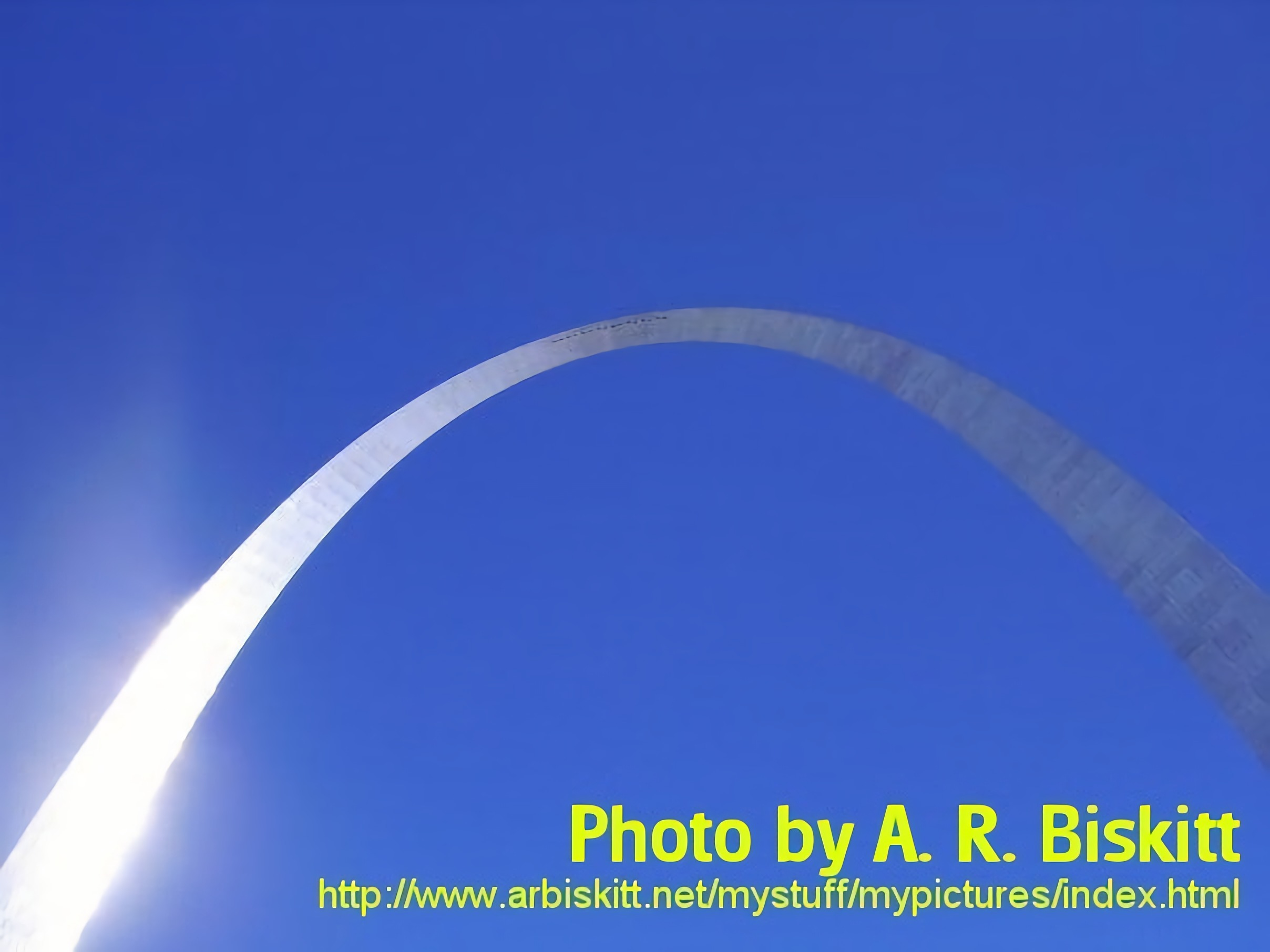
Hình ảnh được gắn thủy ấn (Ảnh của.. .)

Thủy vân số (tiếng Anh: digital watermark) là một loại "dấu ấn số" (thủy vân) được nhúng ngẫu nhiên vào một tín hiệu chống nhiễu như dữ liệu âm thanh, video hoặc hình ảnh. Nó thường được sử dụng để xác định quyền sở hữu bản quyền của tín hiệu đó.
Kỹ thuật thủy vân (tiếng Anh: Watermarking) là quá trình ẩn thông tin kỹ thuật số trong tín hiệu sóng mang; thông tin ẩn nên  có chứa một mối quan hệ với tín hiệu sóng mang.
Thủy vân số có thể được sử dụng để xác minh tính xác thực hoặc tính toàn vẹn của tín hiệu sóng mang hoặc để hiển thị danh tính của chủ sở hữu. Nó được sử dụng rộng rãi để truy tìm các vi phạm bản quyền và xác thực tiền giấy. 